# Twenty20 Big Bash 2008/09
Die Twenty20 Big Bash 2008/09 war die vierte Saison dieser australischen Twenty20-Meisterschaft. Dabei nahmen die traditionellen First-Class Teams die die australischen Bundesstaaten repräsentieren an dem Turnier teil. Sieger waren die New South Wales Blues, die sich im Finale mit 5 Wickets gegen die Victoria Bushrangers durchsetzten.

## Format
Die sechs Mannschaften spielten in einer Gruppen gegen jedes Team jeweils ein Mal. Die beiden bestplatzierten qualifizierten sich für das Finale.

## Gruppenphase
Tabelle
| Teams                 | Sp. | S | N | NR | P | NRR    |
| --------------------- | --- | - | - | -- | - | ------ |
| Victorian Bushrangers | 5   | 3 | 2 | 0  | 6 | +1.099 |
| Queensland Bulls      | 5   | 3 | 2 | 0  | 6 | +0.625 |
| New South Wales Blues | 5   | 3 | 2 | 0  | 6 | −0.160 |
| Southern Redbacks     | 5   | 2 | 3 | 0  | 4 | +0.546 |
| Tasmanian Tigers      | 5   | 2 | 3 | 0  | 4 | −0.464 |
| Western Warriors      | 5   | 2 | 3 | 0  | 4 | −1.684 |

## Halbfinale
| 21. Januar Scorecard | Brisbane | Queensland Bulls 112-6 (20)    | – | Victorian Bushrangers 113-4 (18) |
|                      |          | Victoria gewinnt mit 6 Wickets |   |                                  |

## Finale
| 24. Januar Scorecard | Sydney | Victorian Bushrangers 166-4 (20)      | – | New South Wales Blues 167-5 (20) |
|                      |        | New South Wales gewinnt mit 5 Wickets |   |                                  |